# Пеголоте
Пеголоте је насеље у Италији у округу Венеција, региону Венето.
Према процени из 2011. у насељу је живело 1346 становника. Насеље се налази на надморској висини од 5 м.